# Rémi Le Flohic
Rémi Le Flohic (29 de marzo de 1982) es un deportista francés que compitió en remo. Ganó una medalla de bronce en el Campeonato Mundial de Remo de 2003, en la prueba de ocho con timonel ligero.

## Palmarés internacional
| Campeonato Mundial | Campeonato Mundial | Campeonato Mundial | Campeonato Mundial      |
| Año                | Lugar              | Medalla            | Prueba                  |
| ------------------ | ------------------ | ------------------ | ----------------------- |
| 2003               | Milán (Italia)     | Medalla de bronce  | Ocho con timonel ligero |